# 上谷麻氏
上谷麻氏（サンゴンマし、상곡마씨）は、朝鮮の氏族の一つ。本貫は中国河北省承徳市である。2015年の調査では232人である。
始祖は、丁酉再乱の際に李氏朝鮮に派兵された中国明の大将軍・兵部尚書の麻貴であり、麻貴の曽孫の麻舜裳が李氏朝鮮に帰化したことから上谷麻氏は創始された。